# EA-6B Prowler
EA-6B Prowler (укр. «Пра́улер») — американський військовий палубний літак радіоелектронної боротьби і протидії. Призначений для ведення радіоелектронної боротьби та розвідки авіаносного крила. Розроблений компанією Grumman Corporation на основі палубного штурмовика A-6 Intruder. Перший політ дослідний зразок EA-6A Intruder здійснив 23 квітня 1963 року. З початку виробництва побудовано 28 літаків ЕА-6А і понад 170 одиниць ЕА-6B різних модифікацій. Знятий з озброєння ВМС США у 2015 році через заміну сучасним Boeing EA-18G Growler. Морська піхота США планує використовувати «Праулери» до 2019 року.

## Історія розробки і виробництва

### ЕА-6А
Літаки РЕБ ЕА-6 були розроблені на замовлення КМП США на заміну вже застарілих на той час F3D-2Q Skyknights. Базою для створенні «Праулерів» послужив інший літак компанії Grumman Corporation — палубний штурмовик A-6 Intruder. Ще на етапі його проектування наприкінці 1950-х розглядалася можливість використання А-6 в модифікаціях заправника і літака постановки активних радіоперешкод. Версія літака РЕБ опрацьовувалася більш детально з серпня 1961 року. Спочатку модифікації привласнили позначення A2F-1H, а з 1962 року — ЕА-6А (інколи першу модифікацію «Праулера» називають ЕА-6А «Інтрудер»). Перший політ дослідного зразка EA-6A відбувся 26 квітня 1963 року.
По суті EA-6A був проміжною ланкою між бойовим штурмовиком і літаком РЕБ, поки не була спроектована і побудована спеціалізована модель EA-6B, — він являв собою доопрацювання стандартного двомістного A-6 Intruder, оснащеного радіоелектронним засобами РЕР і РЕБ. При цьому довжина літака зросла з 16,15 м до 16,84 м, а висота збільшилася з 4,6 м до 4,9 м. Вага порожнього ЕА-6А склала 12 600 кг (у А-6А — 11 650 кг). Для пошуку і придушення радіоелектронних засобів противника на літаку було встановлено 30 різноманітних антен. Характерною особливістю літака стало те, що основні блоки систем РЕБ були розташовані у підвісних контейнерах. При цьому ЕА-6А зберіг ударні можливості А-6А. Помітна зовнішня відмінність від штурмовика — великий обтічник антен системи РЕБ AN/ALQ-86 Bunker-Ramo на вершині кіля. Вона включає три комплекси постановки активних радіоперешкод AN/ALQ-41, AN/ALQ-51 та AN/ALQ-55. Крім системи РЕБ EA-6A був обладнаний станцією радіоелектронної розвідки AN/ALQ-53. На п'яти вузлах зовнішньої підвіски літак міг нести системи активних перешкод AN/ALQ-31B, AN/ALQ-54 або AN/ALQ-76 в контейнерах, контейнери з хибними цілями AN/ALE-32 або AN/ALE-41 та дві протирадіолокаційні ракети AGM-45 Shrike для придушення ворожих РЛС.
Всього побудовано 28 літаків ЕА-6А, включаючи два прототипи, 11 модифікованих з A-6A і 15 серійних. Перші 12 машин передали авіації морської піхоти у жовтні 1966 року. EA-6A використовувався під час В'єтнамської війни. В ході війни у В'єтнамі ЕА-6А показали себе надзвичайно ефективними. Пізніше, після поставки на озброєння EA-6B, EA-6A замінялися літаками RF-4B Phantom і EA-6B Prowler і передавалися в навчальні центри для навчання і тренування систем ППО. Більшість EA-6A були виведені з експлуатації в 1970-х роках, втім останні остаточно списані у 1990-х.

### ЕА-6B

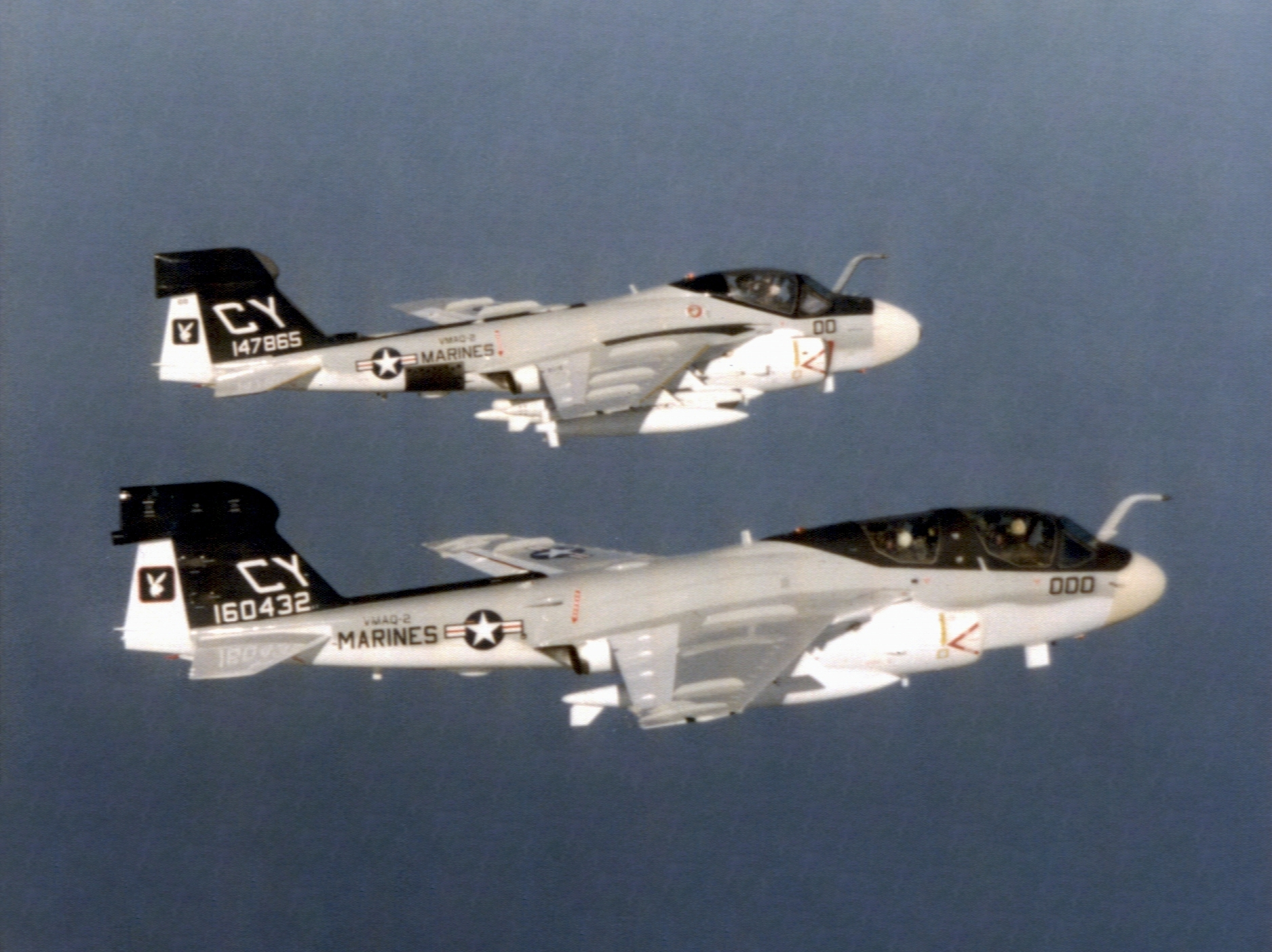
EA-6A і EA-6B (на передньому плані) в польоті

Досвід експлуатації і бойового застосування літаків ЕА-6А був використаний до розробки більш досконалого варіанту ЕА-6В «Праулер». Для заміна застарілих EKA-3B, 14 листопада 1966 року Військово-морські сили США уклали з фірмою Grumman контракт на розробку і виробництво палубного літака РЕБ нового покоління, який отримав позначення B-128J. На літаку передбачалося використовувати нову складнішу систему РЕБ. У зв'язку з цим потрібно було збільшити кількість операторів РЕБ з одного до трьох і переробити носову частину фюзеляжу, тож при створенні машини була збільшена довжина фюзеляжу, за рахунок чого й була збільшена чисельність екіпажу. На літак, який значно поважчав, були встановлені нові турбореактивні двигуни J52-P408A з тягою 5100 кг.
Коли «Праулери» прийняли на озброєння, його основною спеціалізованою системою став інтегрований комплекс радіоелектронної боротьби (TJS, Tactical Jamming System) здатний працювати в повністю автоматичному, напівавтоматичному і ручному режимах. Через те, що потужність, споживана системою РЕБ нового літака, загальна вага якої сягає сім тон, перевершила можливості бортової електричної мережі закладені в проект «Інтрудера», блоки передавачів перешкод, які вимагають найбільшої кількості електроенергії, та їх антени винесли з фюзеляжу в підвісні контейнери. На кожному контейнері вагою 430 кг є свій вітроелектрогенератор. Всередині контейнера — обладнання станції групового захисту AN/ALQ-99. Вісім приймальних антен цієї станції розташовуються на кілі літака. «Праулер» може нести від одного до п'яти контейнерів в залежності від поставленого завдання. Станція індивідуального захисту EA-6A збереглася і на EA-6B, але передаючі кильові антени перенесені на бічні поверхні кіля в краплеподібні обтічники.
Перший літак, що отримав позначення ЕА-6В «Праулер», побудували на базі 15-го дослідного зразка А-6А. Перший політ він здійснив 25 травня 1968. Випробування ЕА-6В тривали до початку 1970-го. Перші серійні зразки надійшли на озброєння ВМС в жовтні 1970 року, а офіційно модель прийнята на озброєння авіаносної авіації у липні 1971 році. Всього з 1966 по 1991 рік було збудовано 170 літаків EA-6B. EA-6B Prowler постійно вдосконалювався. В ході подальших модернізацій з'явилися і більш досконалі і ефективні модифікації літака.

### EA-6B EXCAP
У 1973 році за програмою EXCAP (Expanded Capability) було випущено 25 машин з істотно зміненою конструкцією фюзеляжу і новою тактичною системою постановки перешкод AN/ALQ-99 TJS. Дана модифікація включала таке радіоелектронне обладнання:

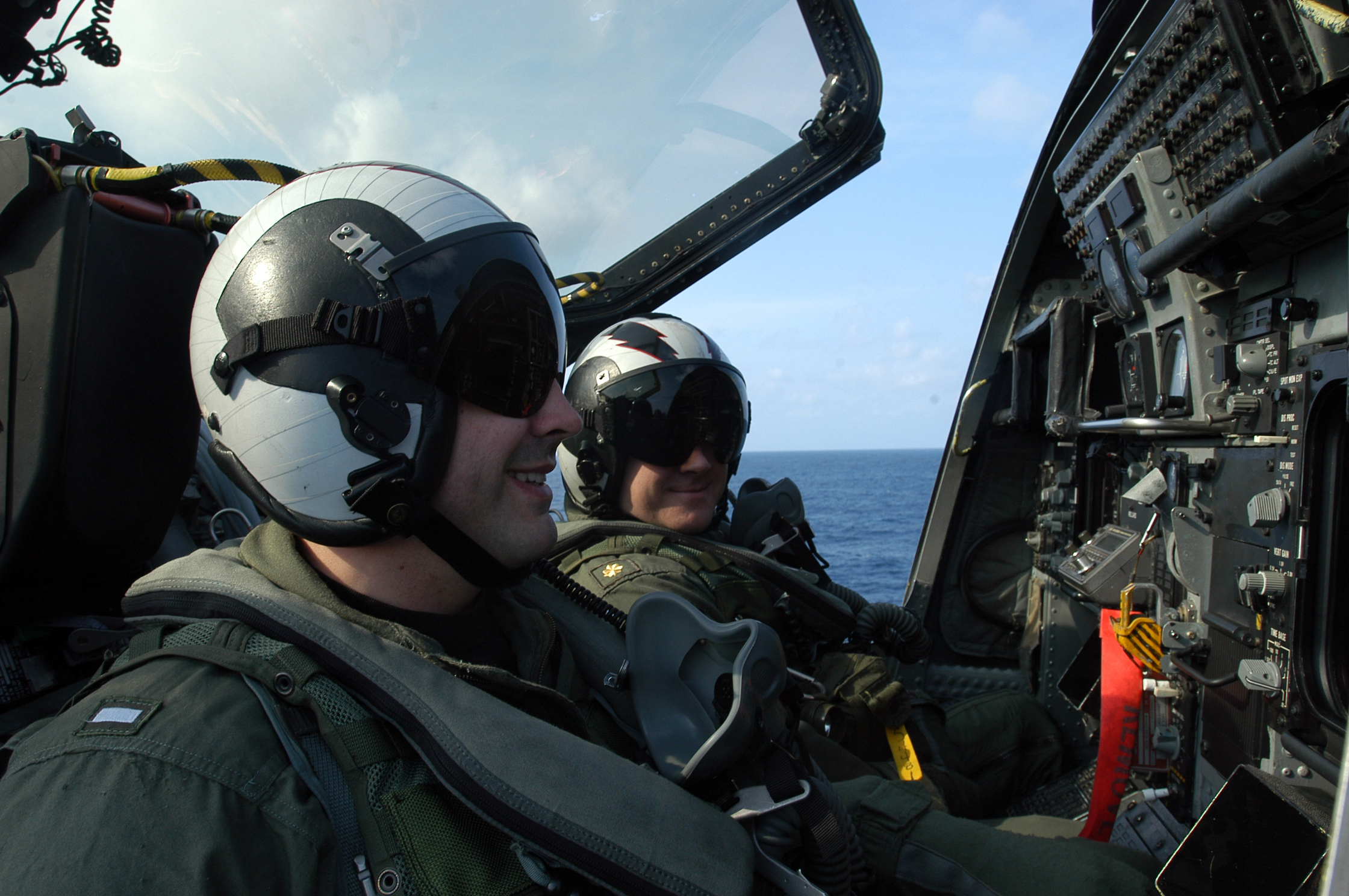
Кабіна операторів РЕБ EA-6B

- комплекс радіоелектронної боротьби TJS, система групового захисту AN/ALQ-99, яка може працювати в одному з трьох режимів: «автоматичний» (виявлення, упізнання, вибір об'єктів радіоелектронного придушення і режимів роботи передавачів радіоперешкод виробляються без участі оператора), «напівавтоматичний» (цілі для радіоелектронного придушення обирає оператор) і «ручний» (оператор сам оцінює радіоелектронну обстановку[en] і визначає режим постановки перешкод);
- станція радіоелектронного придушення радіозв'язку противника AN/ALQ-92 призначена для придушення засобів управління винищувачами ППО противника;
- станція радіорозвідки AN/ALP-42, яка забезпечує роботу систем постановки перешкод AN/ALQ-99 і AN/ALQ-126, — отримані нею дані про радіоелектронну обстановку обробляються центральним бортовим процесором, який узгоджує роботу всіх пристроїв радіоелектронного придушення;
- станція індивідуального захисту AN/ALQ-126, яка здійснює постановку зворотньо-імпульсних перешкод і зрив автосупроводження цілі РЛС управління зброєю і радіоелектронними головками самонаведення засобів противника для самозахисту «Праулера»;
- автомати ANALE-29A і ANALE-39, які здійснюють відстріл піропатронів[en] з дипольними відбивачами, інфрачервоними пастками або скидаємими передавачами перешкод одноразового користування. Команда на відстріл дається вручну членами екіпажу або автоматично від системи попередження про радіолокаційне опромінення.

### EA-6B ICAP-1 та ICAP-2
Поліпшення здатності постановки радіоперешкод стало можливим після введення у 1978 році модифікацій зі збільшеною потужністю (ICAP, Improved Capability). 45 нових і 17 раніше виготовлених літаків оснастили індикаторами індивідуального захисту для глушіння ворожих засобів керування зброєю, модернізованими багатодіапазонними станція AN/ALQ-126, модернізованими системами перехоплення сигналів РЛС (модифікація AN/ALQ-99С(V)), а також системами автоматичної посадки на авіаносець. Літаки цієї модифікації отримали код EA-6B Prowler ICAP-1.
55 «Праулерів», що залишилися, знову модернізували. У червні 1980 року перший політ здійснив літак, модернізований за програмою ICAP-2. На літаках встановили модернізовані станції AN/ALQ-99D(V), системи постановки перешкод, здатні ідентифікувати і відстежувати цілі, модернізація торкнулася засобів відображення інформації і програмного забезпечення. Ці засоби стали особливо ефективні в комплексі з протирадіолокаційними ракетами AGM-88 HARM, якими також стали оснащували літаки. Модифікація EA-6B Prowler ICAP-2 Block 86, що отримала таку можливість, ззовні відрізняється за трьома встановленими додатково антенами зверху і знизу фюзеляжу. ЕА-6В модифікацій ICAP-2 Block 89 та 89А також відрізнялися новими приладовим устаткуванням кабіни, засобами зв'язку та додатковими антенами для них.

### EA-6B ADVCAP

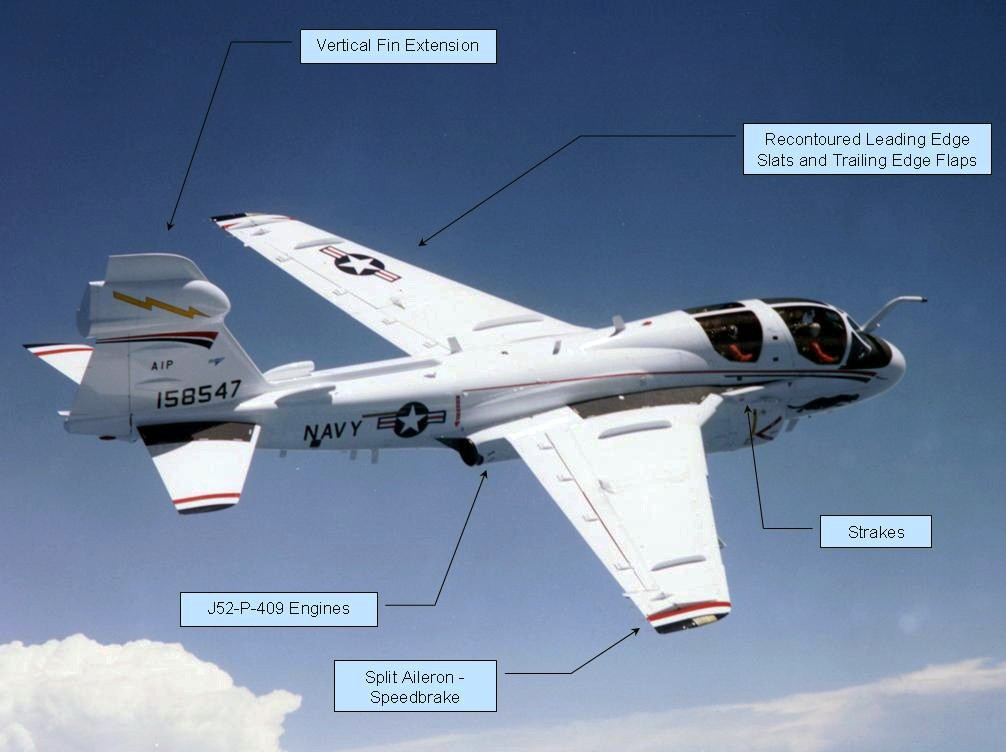
EA-6B Prowler ADVCAP

У кінці 1980-х «Праулери» варіанту EA-6B ICAP-2 були вдосконалені за програмою ADVCAP (Advanced Capability, також відома як Block 91). Програма включала три етапи: FSD (Full-Scale Development) — встановлювалися нові блоки постановника перешкод і станції пасивного виявлення, а також модифікований автомат відстрілу дипольних відбивачів AN/ALE-39. Другий етап AIP (Avionics Improvement Program) — доробка і оснащення літаків новоїю авіонікою. Літаки ЕА-6В ADVCAP Block 91 оснащувалися новими дисплеями відображення інформації на рідких кристалах, вдосконаленою апаратурою радіолокаційного комплексу, модернізованою системою постановки перешкод, а також цифровим автопілотом і оновленою станцією постановки перешкод системам зв'язку AN/ALQ-149. Поліпшення льотних характеристик літака відбулося в ході реалізації програми технічної модернізації VEP (Vehicle Enhancement Program). На вдосконалених EA-6B посилена конструкція фюзеляжу, встановлені нові закрилки, аеродинамічні гальма тощо, а також двома додатковими пілонами під протирадіолокаційні керовані ракети типу HARM. Прототип модернізованого за даною програмою літака здійснив перший політ 15 червня 1992. Подальше вдосконалення літака було призупинене через стрімке зростання закупівельної вартості машини.

### EA-6B ICAP-3
Останньою версією модернізації «Праулерів», яку запропонувала ВМС Northrop Grumman, стала ICAP-3, основою комплексу РЕБ якої стала широкосмугова станція РТР AN/ALQ-218 і цифрова станція РЕП AN/ALQ-99F(V). Комбінація ALQ-218 і ALQ-99 являє собою повноцінний набір засобів радіоелектронної боротьби, здатний забезпечити виявлення і придушення будь-яких загроз авіакрилу. Комплект обладнання також включає багатофункціональну інформаційну систему розподілу даних (MIDS, Multifunction Information Distribution System) інтегровану з системою зв'язку і автоматизованого обміну даними Link 16. Новий комплекс ICAP-3, вперше поставлений у 2005 році, витримав перевірку в ході операції «Свобода Іраку». Напрацювання, здійснені за програмою ICAP-3, були закладені в основу бортового комплекту радіоелектронних засобів нового літака РЕБ EA-18G Growler.

## Бойове застосування

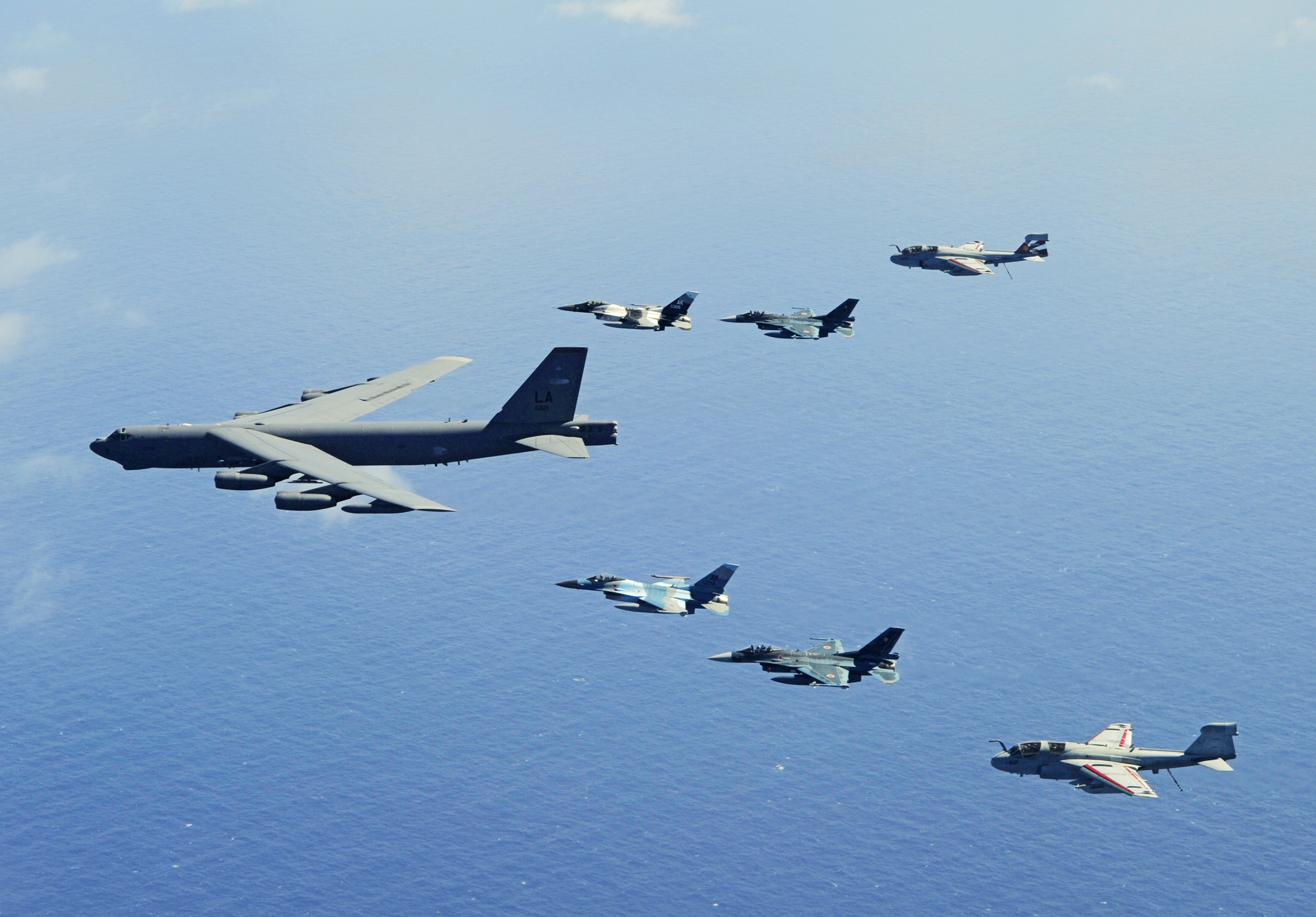
B-52 в супроводі двох японських F-2, двох F-16 і пари EA-6B ВМС США

Перші 12 EA-6A, які були передані виробником авіації морської піхоти в Південно-Східній Азії у жовтні 1966 року, використовувалися трьома ескадрильями морської піхоти під час В'єтнамської війни. У початковий період в'єтнамської війни ВМС США мали тільки 30 застарілих машин подібного класу EKA-3B Skywarrior, а 12 нових ЕА-6А відносилися до авіації морської піхоти і літали з баз на території Південного В'єтнаму чи Японії.
У вересні 1970 року на озброєння ВМС США надійшли EA-6B. Першою оперативною ескадрильєю ВМС, яка застосувала «Праулери» в ході війни у В'єтнамі стала 132-га ескадрилья РЕБ (VAQ-132), яка з липня 1971 року діяла з авіаносця America (CV-66). Одинадцятьма місяцями пізніше на театрі були розгорнуті 131-ша ескадрилья (VAQ-131) і 134-та ескадрилья (VAQ-134) на авіаносцях Enterprise (CVN-65) та Constellation (CV-64) відповідно. «Праулери» здійснювали бойові вильоти на підтримку ударної авіації і стратегічних бомбардувальників B-52 Stratofortress. В ході війни у В'єтнамі ЕА-6 показали себе надзвичайно ефективними.
Четвірка «Праулерів» авіаносного крила авіаносця Independence (CV-62) забезпечувала дії наземних сил і авіації під час вторгнення в Гренаду в 1983 році. А у 1985 році, 10 жовтня «Праулери» з АВМ Saratoga (CV-60) здійснювали РЕБ при перехопленні Boeing 737 EgyptAir, на якому перебували четверо терористів-викрадачів лайнер «Акілле Лауро». EA-6B успішно придушували роботу лівійських радарів в ході операції «Каньйон Ельдорадо» (квітень 1986) та іранських наземних пунктів управління, систем зв'язку і засобів ППО в ході операції «Богомол» (квітень 1988).
Загалом 39 EA-6B були задіяні в операції «Буря в пустелі» у 1991 році, в тому числі 27 «Праулерів» ВМС з шести авіаносців та 12 літаків з баз Корпусу морської піхоти. EA-6B ВМС без втрат здійснили 1132 літако-вильоти, КМП — 516. За 4600 годин льотної роботи «Праулери» звільнили понад 150 пусків протирадіолокаційних ракет AGM-88 HARM.
Літаки добре зарекомендували себе в ході операцій в Іраку, Афганістані та Сирії і продемонстрували здатність блокувати сигнали з мобільних телефонів, які використовувалися бойовиками для підриву саморобних фугасів і бомб.
У червні 2014 року 3-тя ескадрилья КМП (VMAQ-3) розпочала польоти над Іраком для придушення засобів бойовиків Ісламської Держави. У серпні того ж року в рамках операції «Непохитна рішучість» до неї приєдналась 4-та ескадрилья КМП (VMAQ-4). «Праулери» були першими літаками морської піхоти США, які долучились до боротьби з ІДІЛ в Сирії. Для операцій над Сирією у квітні 2016 року «Праулери» 4-ї тактичної ескадрильї РЕБ КМП (VMAQ-4) були розгорнуті на авіабазі Інджирлік в Туреччині.